# Leptopanorpa
Leptopanorpa is een geslacht van schorpioenvliegen (Mecoptera) uit de familie schorpioenvliegen (Panorpidae). 

## Soorten
Leptopanorpa omvat de volgende soorten:
- Leptopanorpa charpentieri (Burmeister, 1839)
- Leptopanorpa cingulata (Enderlein, 1921)
- Leptopanorpa filicauda Lieftinck, 1936
- Leptopanorpa inconspicua Lieftinck, 1936
- Leptopanorpa jacobsoni (Weele, 1909)
- Leptopanorpa javanica (Westwood, 1842)
- Leptopanorpa nematogaster McLachlan, 1869
- Leptopanorpa peterseni Lieftinck , 1936
- Leptopanorpa pi (Weele, 1909)
- Leptopanorpa ritsemae McLachlan, 1875
- Leptopanorpa robusta Lieftinck, 1936
- Leptopanorpa sarangana Lieftinck, 1936